# Aphyocharacinae
Aphyocharacinae es una subfamilia de pequeños peces de agua dulce de la familia Characidae. Se encuentra subdividida en 8 géneros. Algunas de sus especies son denominadas comúnmente con el nombre de tetras cola roja, tetras federales, peces vidrio, etc. 

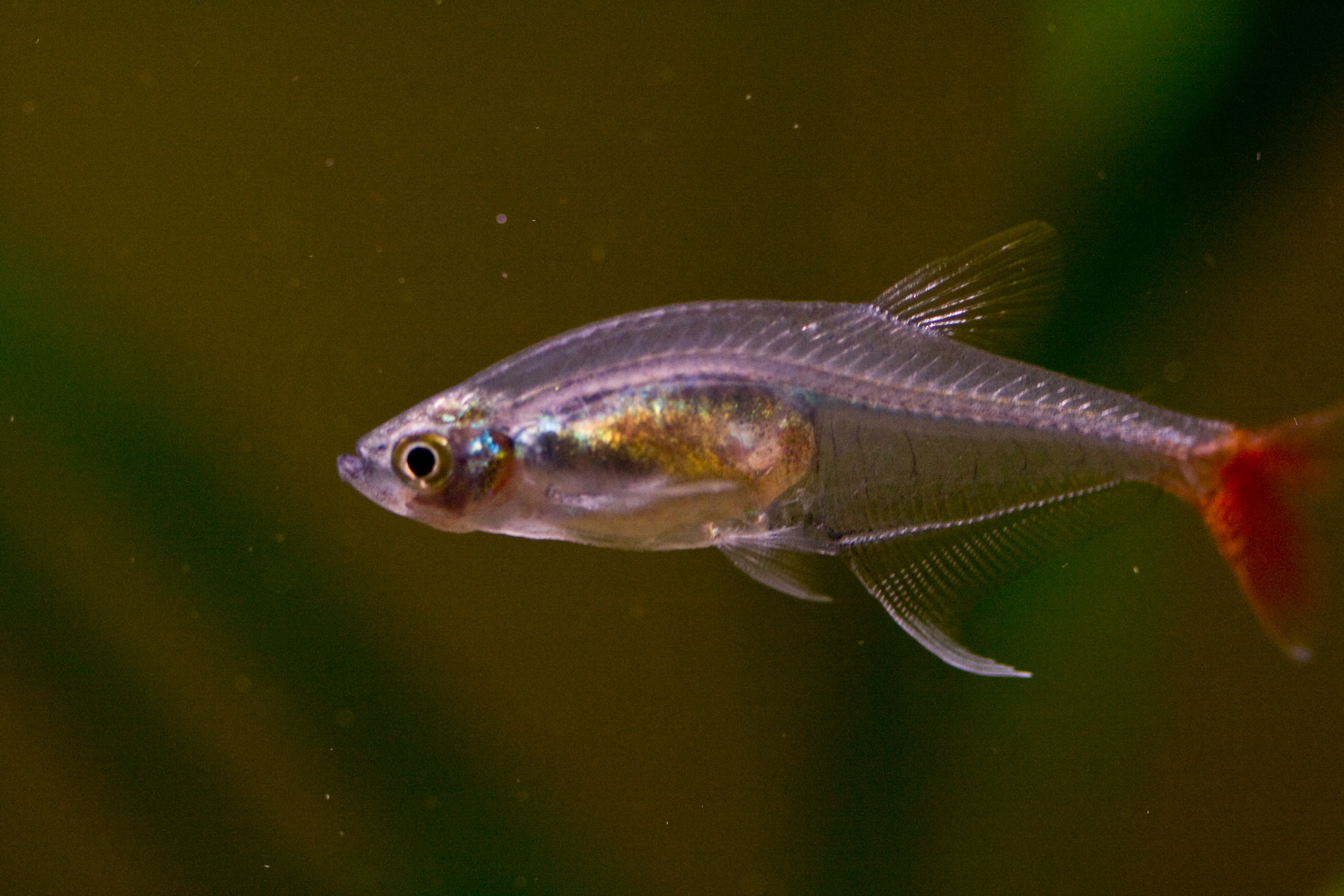
Prionobrama filigera.

Habitan en lagunas, arroyos, y ríos en regiones templadas y cálidas de América del Sur, llegando por el sur hasta el centro-este de la Argentina. El tamaño es frecuentemente diminuto, la longitud total de la especie de mayor tamaño (Aphyocharax alburnus) es de sólo 8 cm. Dado sus hábitos apacibles, su vivo colorido, su adaptabilidad y su pequeño tamaño, algunos integrantes de esta subfamilia son populares habitantes de los acuarios ornamentales.    

## Taxonomía
Esta subfamilia fue descrita originalmente en el año 1909 por el ictiólogo estadounidense Carl H. Eigenmann. 
Géneros

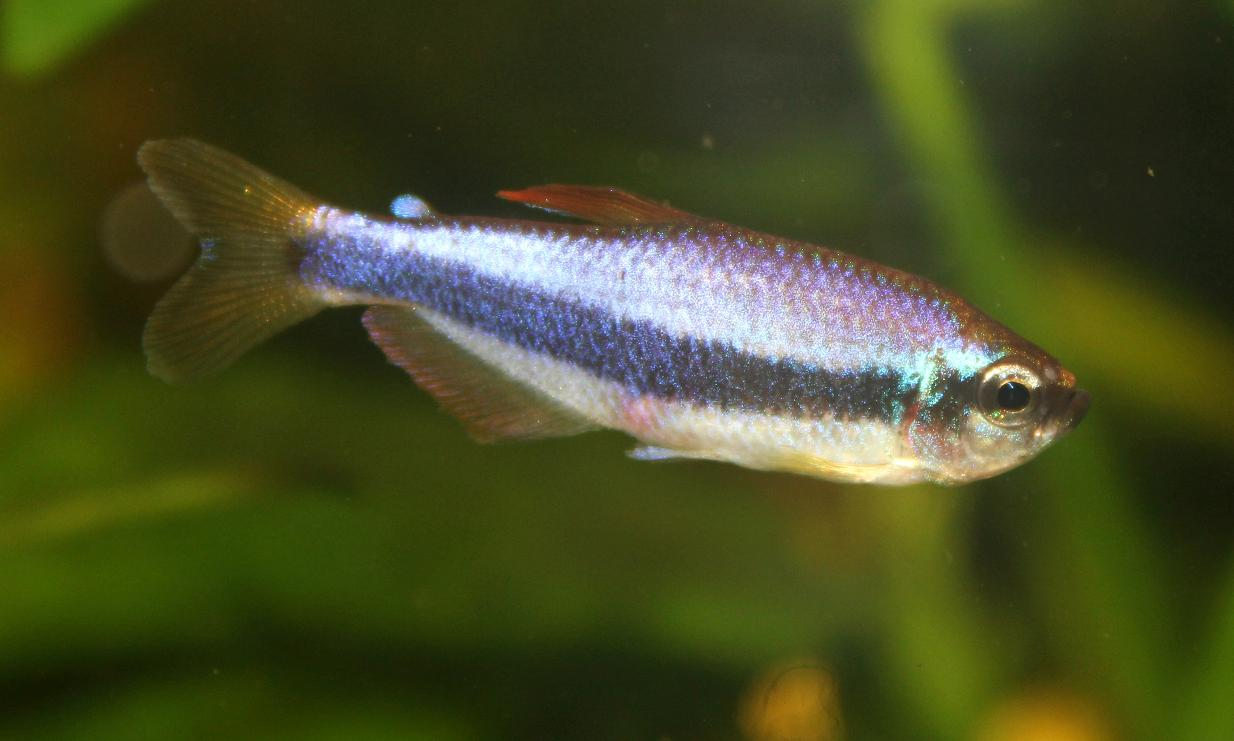
Inpaichthys kerri.

Esta subfamilia se subdivide en 8 géneros con 22 especies:
- Aphyocharax Günther, 1868
- Inpaichthys Géry and Junk, 1977
- Leptagoniates Boulenger, 1887
- Paragoniates Steindachner, 1876
- Phenagoniates Eigenmann & Wilson in Eigenmann, Henn & Wilson, 1914
- Prionobrama Fowler, 1913
- Rachoviscus Myers, 1926
- Xenagoniates Myers, 1942